# Седіко
Седіко (італ. Sedico, вен. Sedego) — муніципалітет в Італії, у регіоні Венето, провінція Беллуно.
Седіко розташоване на відстані близько 470 км на північ від Рима, 80 км на північ від Венеції, 10 км на захід від Беллуно.
Населення — 10 018 осіб (2014).
Щорічний фестиваль відбувається 25 березня. Покровитель — Maria SS. Annunciata.

## Демографія
Населення за роками:

Станом на 1 січня 2023 року в муніципалітеті офіційно проживало 577 іноземців з 51 країни, серед них 180 громадян країн Євросоюзу та 57 громадян України.

## Сусідні муніципалітети
- Беллуно
- Гозальдо
- Ла-Валле-Агордіна
- Лімана
- Лонгароне
- Мель
- Ривамонте-Агордіно
- Санта-Джустіна
- Соспіроло
- Трик'яна